# Papamobil

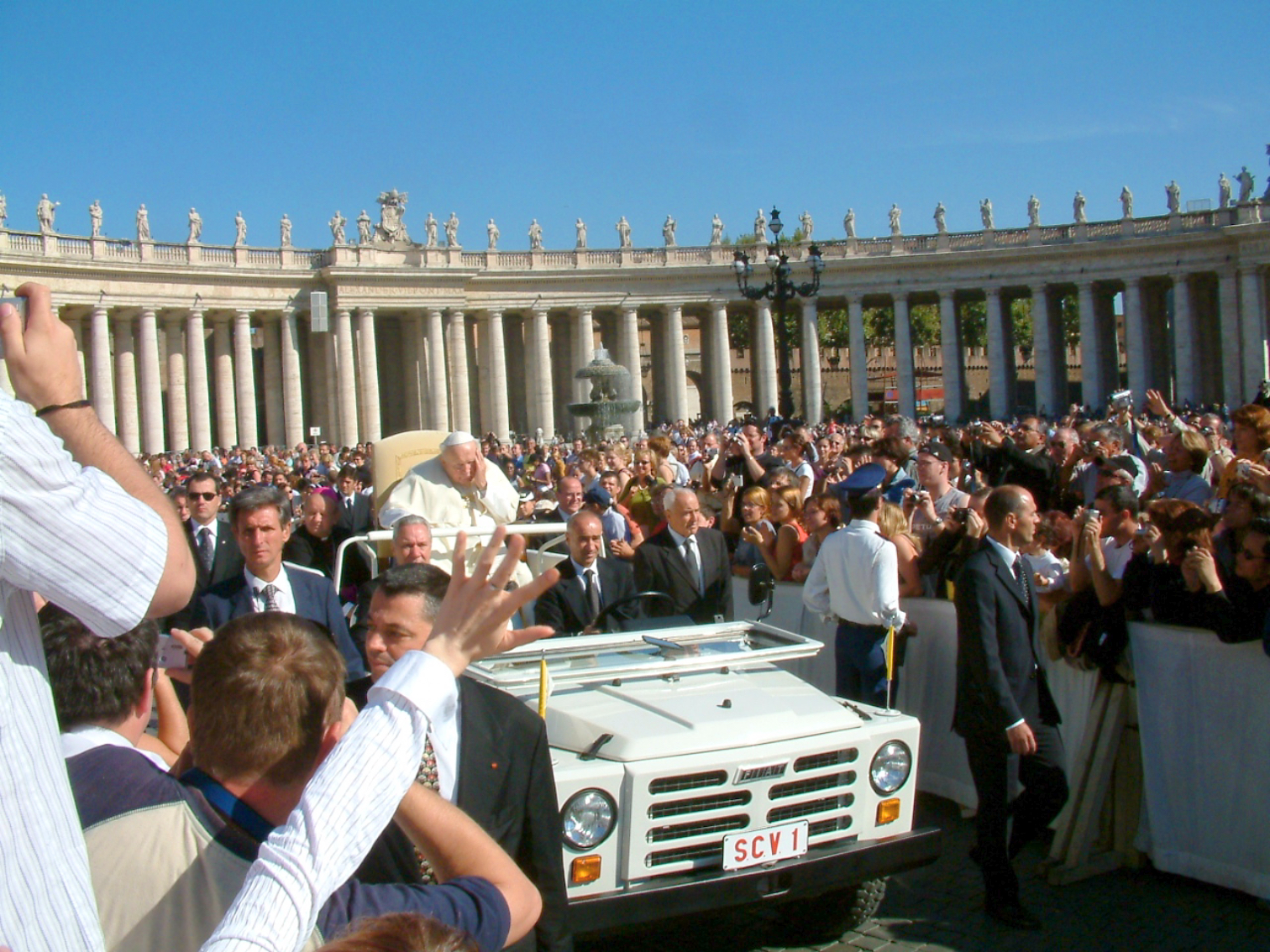
Johannes Paul II. in einem Fiat auf dem Petersplatz (2004)

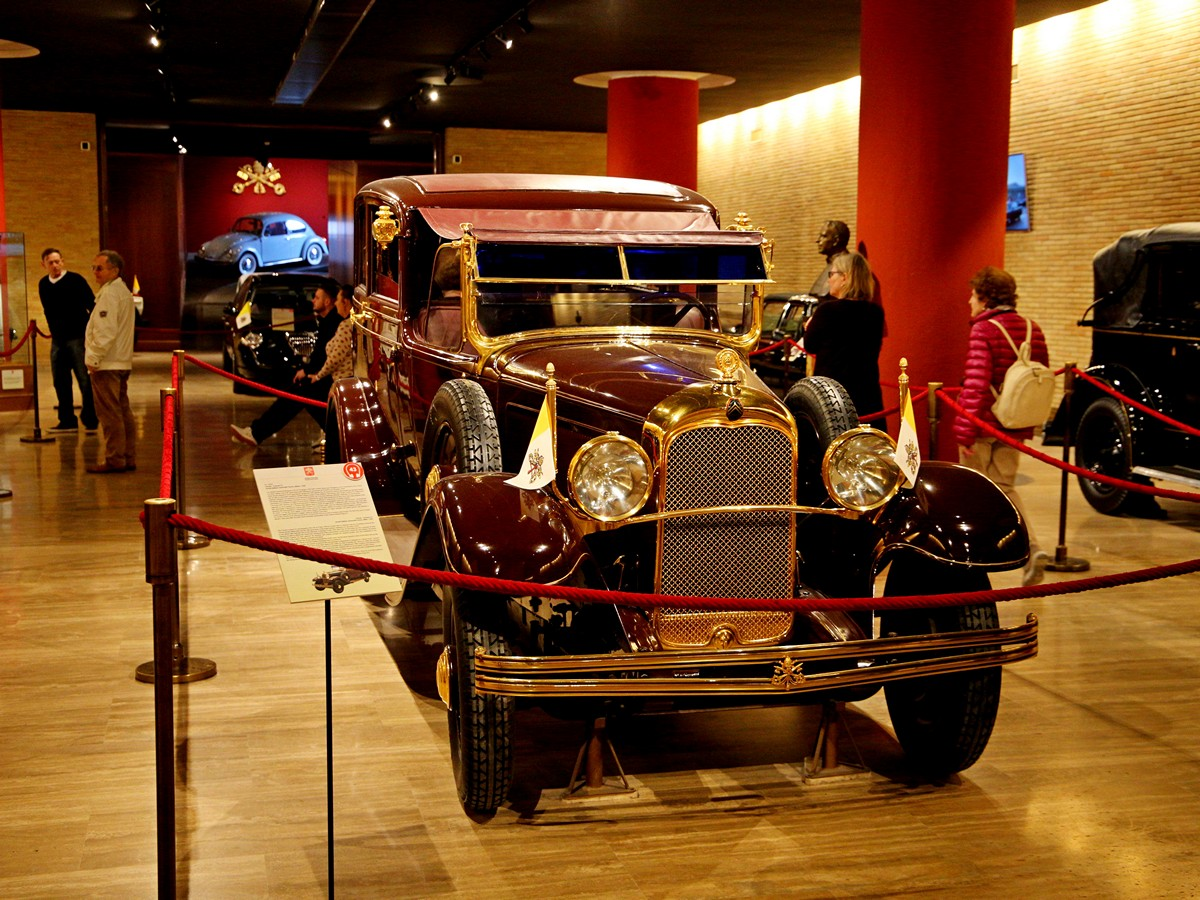
Citroën C6 aus 1930 für Pius XI. (Musei Vaticani, 2017)

Als Papamobil (Auto des Papstes) (verkürzt aus ital. papa „Papst“ und (auto)mobile „Auto“) – seltener Papstmobil – werden die Kraftfahrzeuge bezeichnet, die der Papst bei seinen öffentlichen Auftritten benutzt.
Erstmals wurde der Begriff bei Johannes Paul II. populär, dessen Pontifikat (1978–2005) von einer verstärkten Wahrnehmung der repräsentativen Aspekte seines Amtes geprägt war. Im Rahmen der ausgedehnten Reisetätigkeit (er unternahm mehr Auslandsvisiten als alle früheren Päpste zusammen) kamen daher besonders häufig Papamobile verschiedener Marken zum Einsatz, die durch drei Merkmale gekennzeichnet waren:
- erhöhter Platz des Papstes, welcher seit dem Attentat von 1981 meist mit Panzerglas gesichert ist,
- ein Spezialgetriebe für Fahrten in Schrittgeschwindigkeit oder Automatikgetriebe sowie
- ein besonderer Stuhl, auf dem Papst Johannes Paul II. sogar in das Papamobil getragen werden konnte.

Der Begriff wurde aber auch für die Kraftfahrzeuge seines Nachfolgers Benedikt XVI. benutzt. Dieser bezeichnete sein Gefährt während des Abschlussgottesdienstes des Weltjugendtages 2005 selbst als „mein Papa-Auto“, mit dem er gerne „kreuz und quer“ durch die Menge gefahren wäre, um mehr Gläubigen nahe zu sein.
2006 gab es etwa 60 Papamobile. Bei Auslandsreisen werden mehrere Fahrzeuge mitgeführt. Meist sitzen im Fahrzeug der Ortsbischof und der päpstliche Privatsekretär.

## Geschichte
Die Papamobile sind eine Neuerung unter dem Pontifikat von Johannes Paul II.
Seine Amtsvorgänger hatten weit weniger Kontakt zur Öffentlichkeit und unternahmen auch kaum weltweite Reisen. Wenn sie sich in der Öffentlichkeit zeigten, dann in der traditionellen Sedia gestatoria, einer Art tragbarem Thron, obzwar auch sie schon seit Pius XI. Autos besaßen, die aber nicht die typische Bauform hatten, nicht sonderlich bekannt waren und auch nicht Papamobil hießen, sondern lediglich typische Staatskarossen waren.
Die bei den 104 offiziellen Auslandsreisen des Papstes Johannes Paul II. benutzten Papamobile verblieben meistens im Reisezielland und wurden bei einem erneuten Besuch wieder benutzt. Das mexikanische Papamobil wurde beispielsweise anlässlich der Beerdigung des Papstes reaktiviert und der Öffentlichkeit gezeigt.
Das erste verwendete Papamobil wurde für die Reise nach Polen zwischen dem 2. und 10. Juni 1979 konstruiert und hatte als Basis einen Star 660 (dreiachsiger Gelände-Lkw militärischen Ursprungs mit Allradantrieb) der polnischen Marke Star.
Die Firma Mercedes-Benz hat eine Beziehung mit langer Tradition mit dem Vatikan. Bereits im Jahre 1930 bekam Papst Pius XI. erstmals eine Limousine des Typs Nürburg 460 geschenkt. Im Jahre 1960 erhielt Papst Johannes XXIII. einen sogenannten „Adenauer-Mercedes“ mit Sonderausstattung ebenfalls geschenkt. Weniger bekannt ist das Engagement von Lancia, einem Unternehmen das traditionell gute Beziehungen zum Vatikan pflegt, und ebenfalls Papamobile gestellt hat, ohne jedoch dies werbewirksam zu kommunizieren. 1976 nutzte Paul VI auf dem Petersplatz erstmals einen offenen Toyota Landcruiser. Der Vatikan verfügt über einen großen Fuhrpark anderer Hersteller, darunter zum Beispiel Fiat und andere europäische Autofirmen.
Papst Franziskus setzte erstmals auf einfachere Wagen. Während seiner Reise in Brasilien 2013 nutzte er einen Fiat Idea in Grundausstattung und fuhr mit diesem auch bei der Begrüßungszeremonie der Präsidentin vor.

## Kfz-Kennzeichen des Papstes
Eine weitere Besonderheit stellen die Kennzeichen der Kraftfahrzeuge des Vatikans dar. Alle staatlich genutzten Fahrzeuge des Vatikans tragen Kennzeichen, die mit SCV beginnen. Die zivilen Wagen führen lediglich ein CV. Die Buchstaben SCV stehen für Stato della Città del Vaticano (italienisch) oder Status Civitatis Vaticanae (lateinisch) (deutsche Übersetzung: Vatikanstadt-Staat – resp. wörtlich: Staat der Stadt des Vatikans). Im Volksmund haben sich weitere Bedeutungen eingeschlichen; das bekannteste Backronym ist „se cristo vedesse“ (wenn Christus das sähe).
Meist wird das Kennzeichen SCV 1 für das vom Papst benutzte Fahrzeug verwendet. Bestimmten Wagen, wie dem historischen Mercedes Nürburg von 1930 (SCV 4) sowie den beiden Mercedes-Benz G-Modellen (SCV 6 und 7), sind feste Nummern zugeteilt, ein durchgehendes System ist jedoch nicht zu erkennen.
Dabei kann es sowohl ein „Papamobil“ als auch eine klassische „Staatskarosse“ sein. Letztere sind im Fuhrpark des Vatikans noch vorhanden, werden aber (insbesondere seit der Zeit von Johannes Paul II.) nur selten zu den Generalaudienzen, sondern häufiger für Fahrten innerhalb der Vatikanstadt und innerhalb der Stadt Rom eingesetzt.

## Verwendete Marken

### Cadillac, 1999

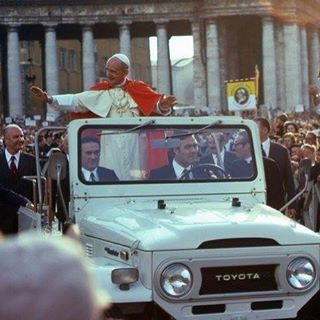
Paul VI, 1976

1999 hatte Cadillac für den Mexiko-Besuch von Papst Johannes Paul II. auf der Basis eines DeVille einen Wagen hergestellt.

### Fiat

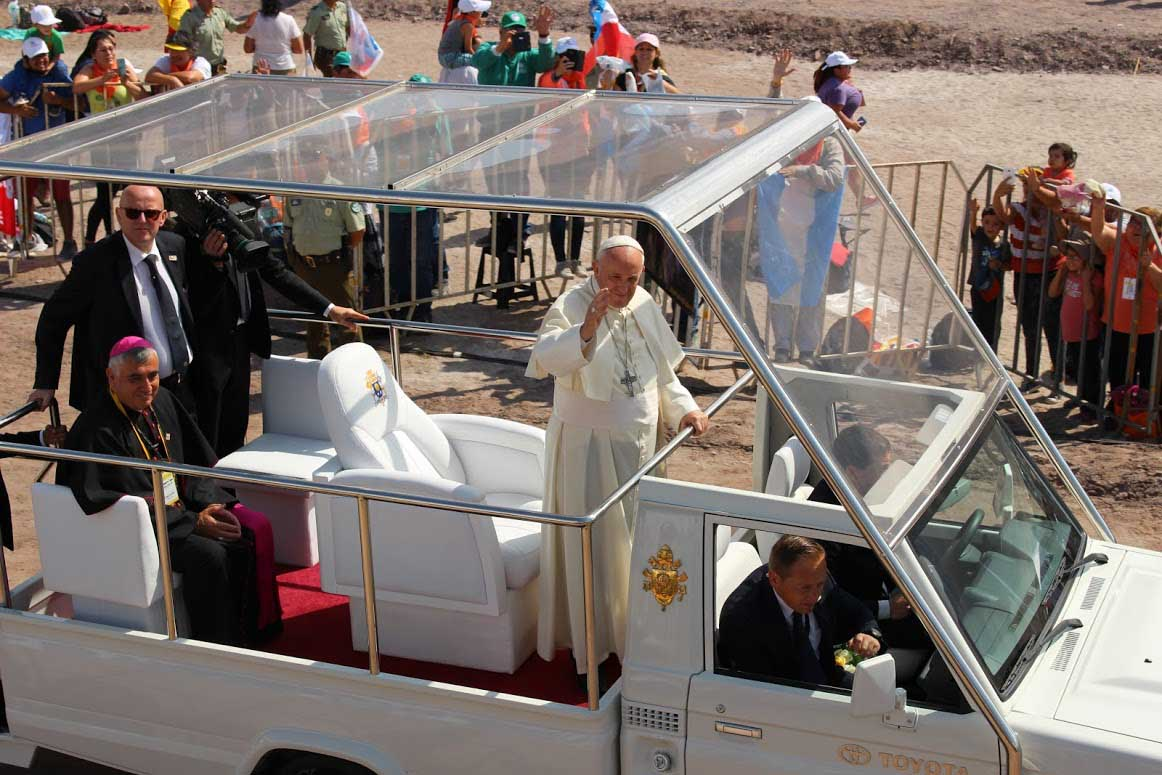
Toyota Landcruiser, 2018

Benedikt XVI. übernahm von Johannes Paul II. einen Fiat Campagnola mit Allradantrieb.

### Toyota, ab 1976
Nachdem schon Paul VI.  1976 einen Toyota Land Cruiser verwendet hatte und 1992 beim päpstlichen Besuch in der Dominikanischen Republik  ein umgebauter Land Cruiser verwendet worden ist, wurden ab 2015 weitere Umbauten des Land Cruiser eingesetzt. 2019 wurden zwei Toyota Mirai mit Wasserstoffantrieb als Papamobile gefertigt, anlässlich des Besuchs des Papstes in Japan.

### Lincoln Continental, 1979
Johannes Paul II. hat 1979 während eines Besuchs in den USA einen Lincoln Continental Town Car geschenkt bekommen, welcher anschließend in den Vatikan gebracht wurde. Der Papst übergab das Fahrzeug 1980 der Caritas-Stiftung in Rom mit der Weisung, seinen Wagen zu vermarkten und den Erlös der Kambodscha-Flüchtlingshilfe zur Verfügung zu stellen. Diese verkaufte den Wagen an einen Automobilhändler in Rom. 2007 versuchte ein süddeutscher Bauunternehmer, das Fahrzeug über die Auktionsplattform eBay zu versteigern; das Mindestgebot von 250.000 Euro wurde jedoch nicht erreicht.

### Land Rover, 1982
1982 fuhr der Papst bei seinem Englandbesuch in einem umgebauten Range Rover.

### Mercedes-Benz
Seit 1930 baut Mercedes-Benz für den Vatikan verschiedene umgebaute Limousinen, Landaulets und Geländewagen in Sonderausführung als Fahrzeuge des Papstes.

#### 1930 – Mercedes-Benz Typ Nürburg 460

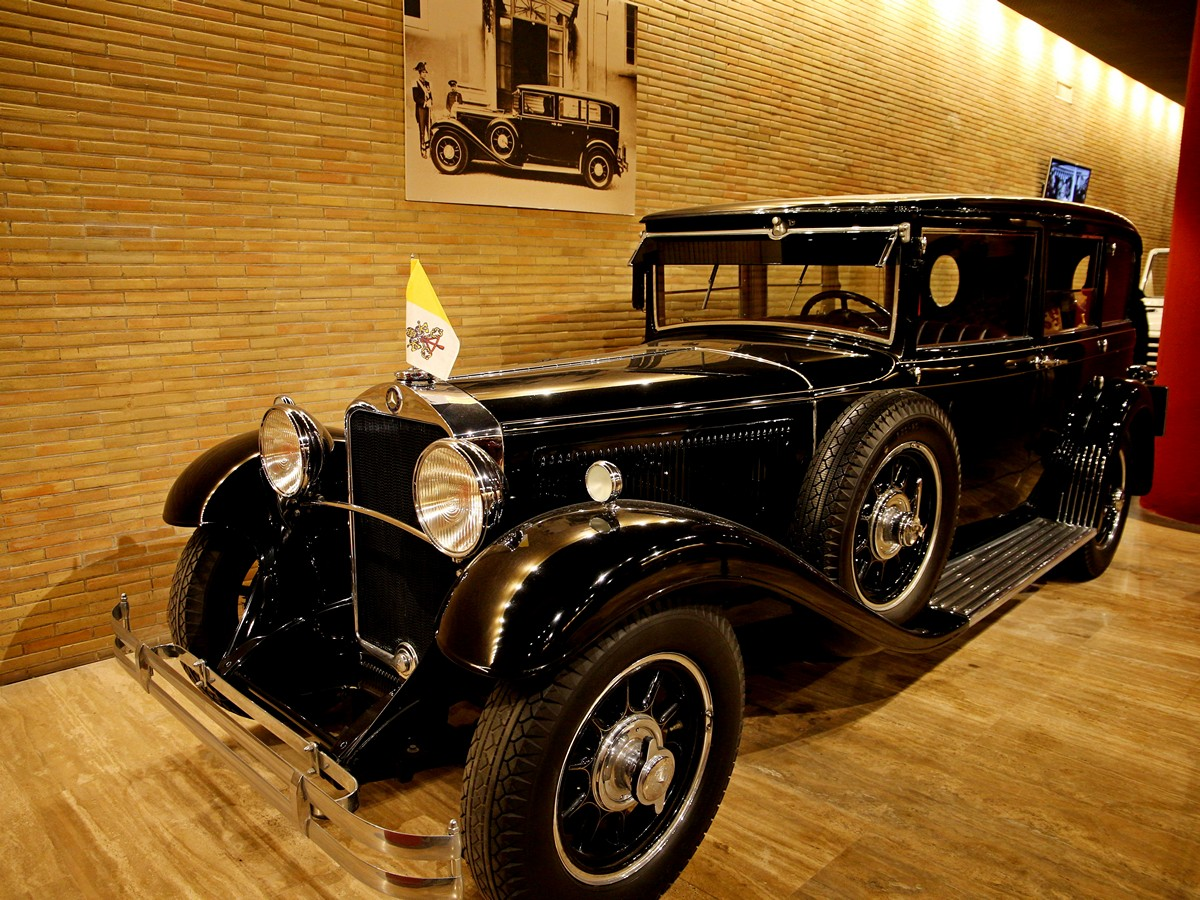
Mercedes-Benz Typ Nürburg 460

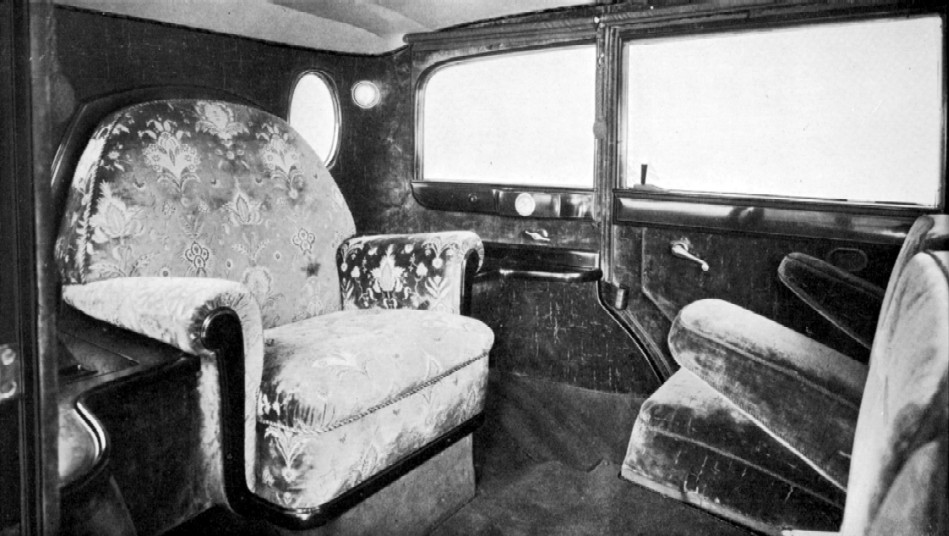
Mercedes-Benz Typ Nürburg 460

Die Basis des Papstautomobil für Papst Pius XI. war der 1928 vorgestellte Mercedes-Benz Typ Nürburg 460. Die Limousine der Baureihe W08 war mit einem Reihenachtzylindermotor von 4622 Kubikzentimeter Hubraum ausgestattet. Das Aggregat leistete bei 3400 Umdrehungen in der Minute 80 PS und erreichte eine Höchstgeschwindigkeit von 100 km/h. Im Gegensatz zu den ersten Modellen des Jahres 1928 mit Hochrahmen hatte das für den „Rom-Wagen“ (so die interne Bezeichnung des Projekts) ausgewählte Fahrgestell einen modernen Niederrahmen. Fahrgestell, Motor und Karosserie wurden für den Papstwagen kaum verändert.
Umso gründlicher erfolgte allerdings der Umbau im Innern der Pullman-Limousine. Der Typ Nürburg wurde im Werk Mannheim produziert und im Werk Sindelfingen umgebaut. Die Sitze für Chauffeur und Beifahrer wurden mit schwarzem Leder gepolstert, für den Papst entstand ein mit Luftkissen gepolsterter Thronsessel im Fond des Nürburg, bezogen mit feinem Seidenbrokat. Von besonderer künstlerischer Qualität war die innere Bespannung des Wagendaches: Das Motiv – der Heilige Geist, symbolisiert durch eine Taube – wurde von Pater Cornelius entworfen, dem Kunstsachverständigen für Paramentstickereien des Benediktinerordens im Kloster Beuron. Die Entwürfe setzten Stickerinnen eines Benediktinerinnenklosters auf feinsten Materialien um. Passend zur Stickerei wählten die Konstrukteure edle Hölzer und Metalle für die Ausstattung des Papstwagens aus.
Für die Fenster wurde splitterfreies Glas der Kölner Firma Kinon mit einer Tönung gegen Sonneneinstrahlung verwendet. Das „Kinonglas“ war eine frühe Form der Verbundglasscheibe, bestehend aus zwei Glasflächen mit einer dazwischen eingefügten Folie. Auf dem aktuellen Stand der Technik war auch eine Signaleinrichtung für den Passagier: über ein Steuerpult konnte der Papst seinem Chauffeur Anweisungen zu Geschwindigkeit und Fahrtziel geben.
Nach einer Laufleistung von rund 40.000 Kilometern wurde der Mercedes-Benz Nürburg aus dem aktiven Dienst des Fuhrparks genommen und zusammen mit anderen Fahrzeugen der Päpste im Museum des Vatikanstaates gezeigt. Während Rahmen und Bleche des Wagens nach seinem jahrelangen Einsatz noch in gutem Zustand waren, verlangten Holzteile und Inneneinrichtung 50 Jahre nach dem Bau eine Aufarbeitung, um das einmalige Fahrzeug in seinem Originalzustand zu erhalten. 1983 kam der Typ Nürburg deshalb zurück nach Stuttgart. Papst Johannes Paul II. nahm den Mercedes-Benz im Herbst 1984 im Vatikan entgegen. Seither wird der Papstwagen wieder im historischen Museum Museo Storico Vaticano des Vatikans gezeigt.

#### 1960 – Mercedes-Benz Typ 300 d Landaulet

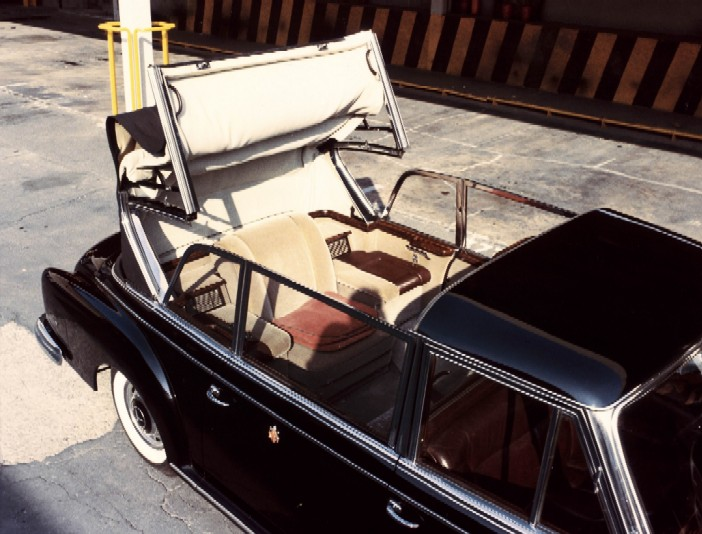
Mercedes-Benz 300 d Landaulet

Der Mercedes-Benz der Baureihe W 189 für Papst Johannes XXIII. entstammte der laufenden Produktion; hatte jedoch einen um 450 mm verlängerten Radstand. Im Gegensatz zur Limousine von 1930 war dieser zweite Mercedes-Benz des Vatikans als Landaulet ausgeführt. Diese Form des Aufbaus – mit einem festen Dach über den Vordersitzen und einem Verdeck über dem Fond – war die klassische Wahl für repräsentative Fahrzeuge mit Chauffeur. Durch den längeren Radstand wuchs die Gesamtlänge des Wagens auf 5,64 Meter. Gegenüber den Serienfahrzeugen war der Mercedes auch etwas höher.
Der Wagen hatte ein 3-Gang-Automatikgetriebe und den serienmäßigen Reihensechszylinder mit drei Litern Hubraum und 160 PS. Bei Bedarf schaffte der Papstwagen eine Höchstgeschwindigkeit von 160 km/h. Meist wurde das Fahrzeug aber in gemäßigtem Tempo bei offiziellen Anlässen eingesetzt. Zu diesen Gelegenheiten konnten die Seitenscheiben im Fond bei geöffnetem Verdeck komplett herausgenommen und in eigens im Kofferraum eingebauten Halterungen verwahrt werden. Im Gegensatz zu diesen hinteren Steckfenstern waren die Trennscheibe zwischen Fond und Vordersitzen sowie die vorderen Fenster mit elektrischen Antrieben ausgestattet und konnten versenkt werden. Die Verschlüsse für den Verdeckmechanismus waren vom Fahrersitz aus zu erreichen, das Verdeck selbst ließ sich innerhalb weniger Sekunden öffnen und schließen. Beim Öffnen der hinteren Türen fuhren automatisch Trittbretter aus dem Wagenboden, um dem Papst das Ein- und Aussteigen zu erleichtern. Die Anordnung der Sitze im Fond des Fahrzeugs entsprach dem Aufbau des „Rom-Wagens“ von 1930 mit dem Thronsessel des Pontifex Maximus in Fahrtrichtung und zwei Klappsitzen für Begleiter des Papstes an der Trennwand zu den Vordersitzen.
Der Sitz des Papstes hatte eine elektrische Längsverstellung, eine ebensolche Verstellmöglichkeit der Sitzlehne und war mit Bedienelementen für Klimaanlage, Sprechfunk und weiteren Funktionen versehen. Stabile Griffe an der Zwischenwand des 300 d gaben dem Papst Halt, wenn er während der Fahrt stehend den Segen erteilte.

#### 1965 – Mercedes-Benz 600 Pullman Landaulet

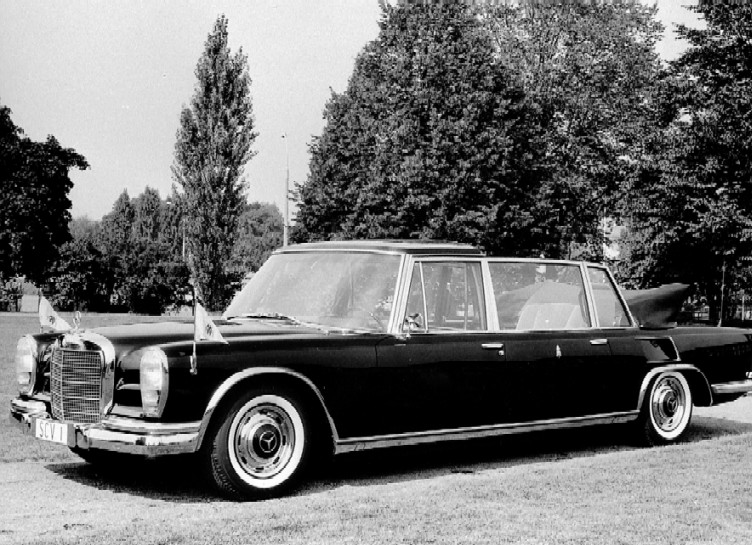
Mercedes-Benz Typ 600 Pullman Landaulet

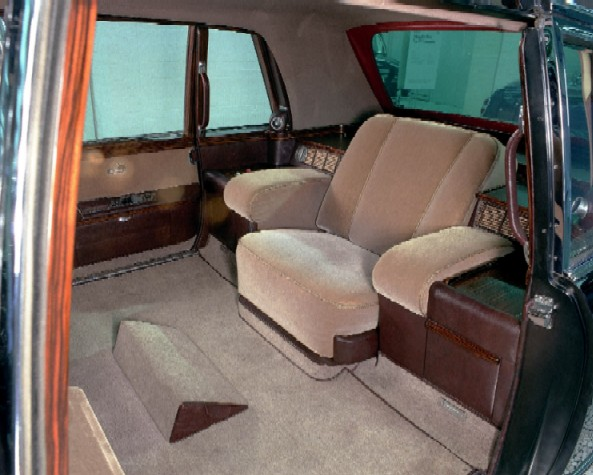
Mercedes-Benz 600 Pullman

Die Sonderanfertigung des Mercedes-Benz 600 Pullman-Landaulet war in Zusammenarbeit von Versuchsabteilung und Produktion in Sindelfingen entstanden. Der Wagen für Papst Paul VI. basierte auf dem Mercedes-Benz 600 der Baureihe W 100 mit langem Radstand (3900 Millimeter). Gegenüber der Serie hatte sich allerdings die Ausstattung verändert. So waren die Fondtüren um 256 Millimeter verbreitert und schlossen direkt an die vorderen Türen an. Auch erhielten die hinteren Türen neue Bedienelemente. So waren sie vom mittig im Fond angeordneten Einzelsitz des Papstes leichter zu erreichen. Das Dach des Pullman-Landaulets wurde um 70 Millimeter erhöht, um eine ausreichende Kopffreiheit zu ermöglichen. Der Boden des Fahrzeugs war im Fond eben ausgeführt, der Kardantunnel verschwand unter einer planen Fläche. Zur weiteren Sonderausstattung des Fahrzeugs gehörten unter anderem eine Kühlanlage, die Gegensprecheinrichtung für den Kontakt zum Fahrer sowie der in mehreren Richtungen verschiebbare Einzelsessel im Fond. Für die Begleiter des Papstes gab es dagegen weiterhin nur Klappsitze entgegen der Fahrtrichtung.

#### 1966 – Mercedes-Benz 300 SEL Landaulet
Bereits ein Jahr nach der Übergabe des Mercedes-Benz 600 an den Heiligen Stuhl wurde ein weiteres Landaulet-Fahrzeug geliefert. Basis des Wagens war diesmal die Baureihe W 109. Aus einer Limousine Mercedes-Benz 300 SEL mit normalem Radstand (2850 Millimeter) entstand der Papstwagen mit einem Einzelsitz, der nach rechts verschoben werden konnte, um einem Beifahrer auf dem Klappsitz an der Zwischenwand Raum zu schaffen.
Der Wagen war lange Zeit parallel zum größeren Wagen der Baureihe W 100 im Einsatz. Zwar erhielt der 300 SEL keine ganz so luxuriöse Ausstattung wie der Mercedes-Benz 600, beispielsweise kam das kurze Landaulet ohne Klimaanlage aus. Dafür wurde das Fahrzeug aber 1981 nachträglich gepanzert.

#### 1967 – Mercedes-Benz 300 SEL lang

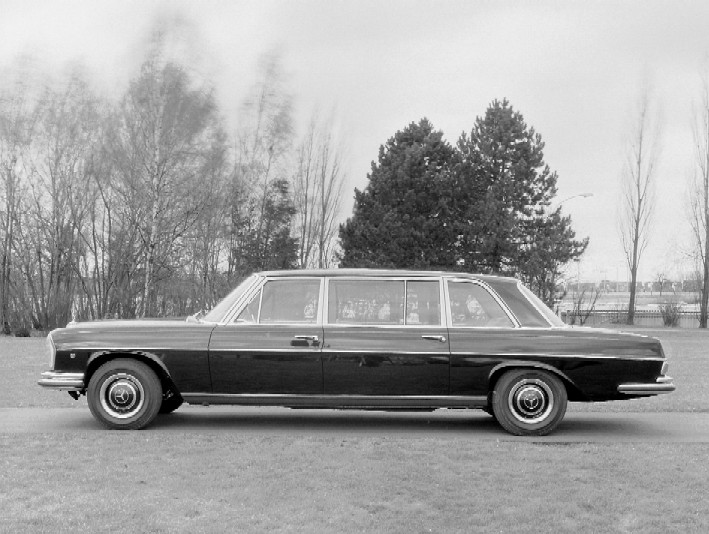
Mercedes-Benz 300 SEL Pullman

Um jeweils 650 Millimeter waren die beiden Limousinen der Baureihe W 109 verlängert, die Mercedes-Benz im Frühjahr 1967 an den Vatikan lieferte. Die Pullman-Limousinen des Typs 300 SEL hatten verbreiterte Türen im Fond sowie Notsitze in Fahrtrichtung. Im Gegensatz zu den Landaulets dienten die beiden sechssitzigen Wagen mit einem Radstand von 3500 Millimeter allerdings nicht für offizielle Repräsentationsfahrten. Sie wurden vor allem eingesetzt, um hochrangige Gäste des Vatikans zu chauffieren.

#### 1980 – Mercedes-Benz 230 G mit Sonderaufbau
Alle bisherigen Papstfahrzeuge waren Reiselimousinen, die vor allem Repräsentativität und Komfort auf langen Strecken bieten sollten. Unter Johannes Paul II. dagegen entstand ein völlig neues „Lastenheft“; gefordert war möglichst enger Kontakt mit den Menschenmassen bei öffentlichen Auftritten:
- der Papst sollte für die Gläubigen vor allem gut zu sehen sein (=erhöhte Sitz- oder Standposition, starke Innenbeleuchtung),
- möglichst enger Kontakt zum Händeschütteln oder Segnen (=kein Thron in der Fahrzeugmitte)
- Einsatzmöglichkeit auch abseits befestigter Straßen (=Geländefahrwerk, Allradantrieb)
- konstantes Tempo auch unter Schrittgeschwindigkeit; das Spezialgetriebe sorgt für eine konstant langsame Fahrgeschwindigkeit von 3 km/h (=entsprechende Getriebeabstufungen)
- schlichte Eleganz (=Wagenfarbe Weiß)
- Langstreckentauglichkeit war von diesen Fahrzeugen nicht mehr gefordert.

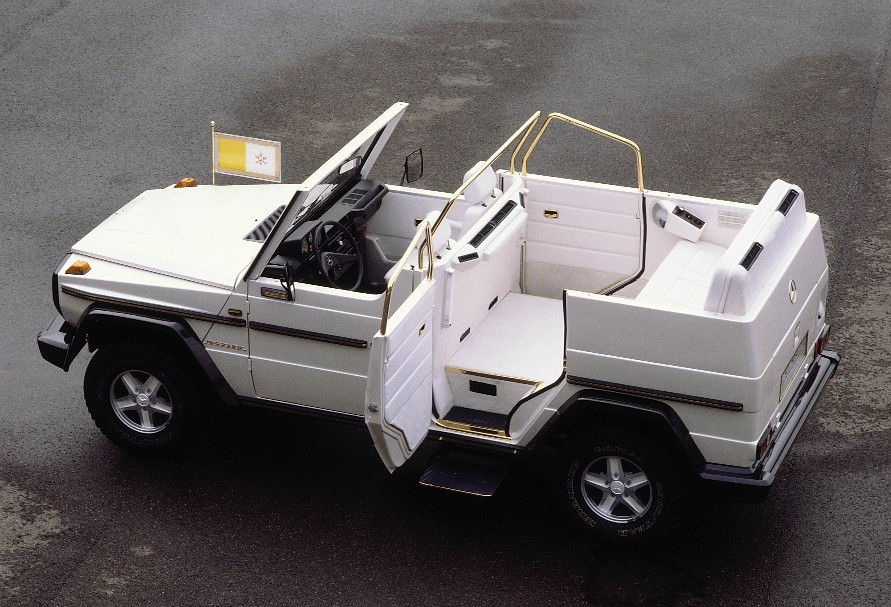
Mercedes-Benz 230 G mit Sonderaufbau

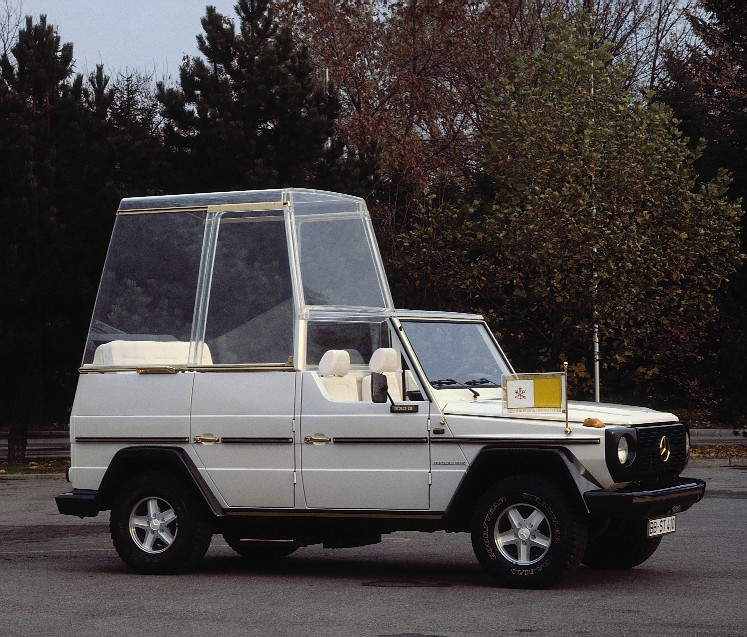
Mercedes-Benz 230 G mit Sonderaufbau

Viele Jahre war dieses Fahrzeug der Papstwagen schlechthin: Der im Farbton Perlmutt lackierte Geländewagen Mercedes-Benz 230 G begleitete Papst Johannes Paul II. auf zahlreichen Reisen in aller Welt. Mercedes-Benz stellte dem Papst das Fahrzeug erstmals für dessen Deutschlandbesuch im Spätherbst 1980 zur Verfügung – zunächst leihweise.
Weil auch Strecken abseits befestigter Straße mit dem Papstwagen bewältigt werden sollten, fiel die Wahl des Basisfahrzeugs auf die Mercedes-Benz G-Klasse (Baureihe W 460) mit langem Radstand. Bei der Konstruktion des Aufbaus gingen die Entwickler von Mercedes-Benz neue Wege. Denn klassische Karosserieformen wie das Landaulet ließen sich kaum mit der Basis des Geländewagens verbinden. So schuf Mercedes-Benz den Papstwagen mit der hohen, transparenten Kuppel aus Kunststoff, unter welcher der Papst stehend oder im Sitzen gefahren wurde. Anfangs war die Kuppel so ausgeführt, dass sie bei schönem Wetter abgenommen werden konnte. Aber nach dem Anschlag auf Papst Johannes Paul II. am 13. Mai 1981 blieb aus Gründen der Sicherheit die Konstruktion aus Kunststoffglas stets auf dem Wagen.
Eine leistungsstarke Klimaautomatik für den Fond des Papstwagens sorgte im Sommer für angenehme Temperaturen in dem Abteil des Papstes, bei Regenwetter und hoher Luftfeuchtigkeit verhinderte die Anlage, dass die Scheiben beschlugen. Außerdem waren in Seiten, Boden und Dach der Kuppel verschiedene Scheinwerfer eingebaut, mit denen der Papst indirekt und direkt beleuchtet werden konnte, um seine Person auch bei Dunkelheit gut sichtbar zu machen.
Wie schon in den Mercedes-Benz-Landaulets wurde der Boden im Fond erhöht. Wo diese Maßnahme bei den Personenwagen jedoch lediglich den Kardantunnel verdeckte, hoben die Konstrukteure den Boden der G-Klasse gleich um 40 Zentimeter an und schufen so für den Papst und seinen Sitz eine erhabene Plattform. Darunter fanden die Batterien Platz, die das umfangreiche elektrische System des Fahrzeugs unabhängig vom Generator kontinuierlich betrieben. Zu diesen Geräten zählten unter anderem auch elektrische Trittbretter, deren Stufen ausgefahren werden konnten, um dem Pontifex Maximus den Ein- und Ausstieg zu erleichtern.
Die G-Klasse mit ihrem zweistufigen Aufbau aus transparentem Kunststoff war das erste Papst-Automobil mit einer ganz neuen Formensprache. Dazu gehörte neben der Sichtkuppel auch der Einbau einer durchgehenden Sitzbank im Fond statt eines Thronsessels. Papst Johannes Paul II. bestand auf diesem Detail. Aber nicht nur die Karosserie unterschied das neue Papstauto von den etablierten Staatsfahrzeugen des Vatikans: Statt in schwarzem Lack wurde die G-Klasse in den Farben des Papstes, Weiß und Gold, ausgeführt. Den Lack im Farbton Perlmutt ergänzten goldfarben eloxierte Zierteile und Messingprofile. Im Innern wurden weißes Wollvelours und weißes Leder verarbeitet.
Die 1980 gebaute G-Klasse schenkte Mercedes-Benz im Frühjahr 1982 dem Vatikan für den Fuhrpark des Papstes. Außerdem entstand ein zweites, identisches Fahrzeug nach diesem Konzept für den Papst. Der neuere Papstwagen auf Basis Mercedes-Benz 230 GE (Baureihe W 460 GE 23) hatte das Kennzeichen SCV 6, sein zuerst gebauter Zwillingsbruder auf Basis 230 G trug für gewöhnlich das Nummernschild SCV 7.
Aus den Vierzylindermotoren mit 2,3 Liter Hubraum und Automatikgetriebe entwickelten die Fahrzeuge der G-Klasse 74 kW (100 PS), beziehungsweise 92 kW (125 PS). Der 4392 mm lange, 1,950 m breite und rund 2,800 m hohe Wagen erhielt eine besonders komfortable Federung, um dem Papst eine Fahrt ohne Erschütterungen auch im Gelände zu sichern. In den Jahren 1983 und 1985 wurde die Ausstattung der G-Klasse von Mercedes-Benz jeweils an höhere Sicherheitsauflagen des Vatikans angepasst.
Verändert wurde beim Österreich-Besuch des Papstes 1983 außerdem ein Detail am Äußeren des Wagens: Statt des Mercedes-Sterns auf dem Kühlergrill wurde das Abzeichen von Puch montiert. Denn unter dieser Marke wurde die G-Klasse, Gemeinschaftsprodukt von Mercedes-Benz und Steyr Daimler Puch, in Österreich vertrieben. Das Konzept des Geländewagens mit transparentem Sicherheitsaufbau übernahmen in den folgenden Jahren auch andere Hersteller von Mercedes-Benz, um dem Papst bei seinen Reisen lokal Fahrzeuge zur Verfügung zu stellen.

#### 1985 – Mercedes-Benz 500 SEL

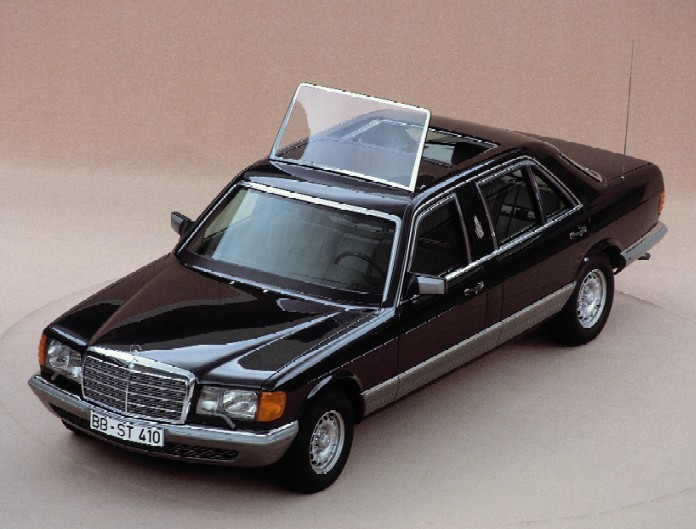
Mercedes-Benz 500 SEL

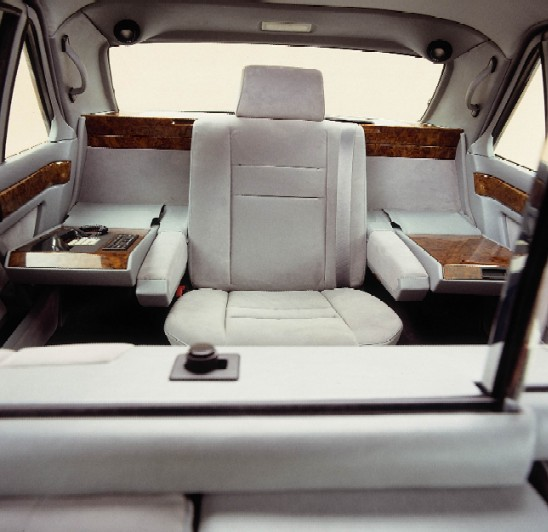
Mercedes-Benz 500 SEL

Trotz der Medienpräsenz der neuen Papstwagen nutzte Johannes Paul II. auch weiter klassische Limousinen und Landaulets. Das Bild seiner ersten Ausfahrt nach der Wahl zeigte den neuen Papst 1978 im Mercedes-Benz 300 SEL Landaulet der Baureihe W109. Von Sommer 1985 an konnte der Papst dann zwischen Landaulet und Limousine wählen, denn Mercedes-Benz übergab Johannes Paul II. einen Mercedes-Benz 500 SEL der Baureihe V 126 in Sonderschutzausführung.
Die Dimensionen des neuen Wagens, der den Mercedes-Benz 600 aus dem Jahr 1965 als offizielles Fahrzeug des Papstes ablösen sollte, wurden gegenüber der Serie deutlich verändert: Die Limousine erhielt einen um 200 Millimeter verlängerten Radstand und ein um 30 Millimeter höheres Dach. Im Fond bot das Fahrzeug einen Einzelsitz für den Papst, gegenüber zwei Klappsitze. Die Anordnung der Plätze im neuen 500 SEL entsprach also derjenigen im 55 Jahre zuvor übergebenen Mercedes-Benz Nürburg.
Im Gegensatz zu dem Fahrzeug von 1930 bot die Limousine dem Papst allerdings trotz Sonderschutzausführung die Möglichkeit, sich der Öffentlichkeit zu zeigen. Dazu war vor dem Fondsitz ein um 100 Millimeter verlängertes Schiebedach eingebaut. Unter dem Dachfenster wurden zwei mit Elektromotoren betriebene kleine Plattformen installiert. Diese konnten auf das Niveau des Kardantunnels ausgefahren werden und boten so ein ebenes Podest mit gegenüber dem Boden deutlich vergrößerter Stehhöhe. Zum Schutz des Papstes vor Fahrtwind ließ sich vor dem Dachfenster ein Schild aus sechs Millimeter starkem Polykarbonat ausfahren.
Mit geöffnetem Dach und ausgefahrenem Schild fuhr die Limousine maximal 30 km/h schnell. Geschlossen lief der Wagen mit einem zulässigen Gesamtgewicht von über drei Tonnen (Leergewicht 2673 Kilogramm) bis zu 160 km/h.

#### 1997 – Mercedes-Benz S 500 lang Landaulet

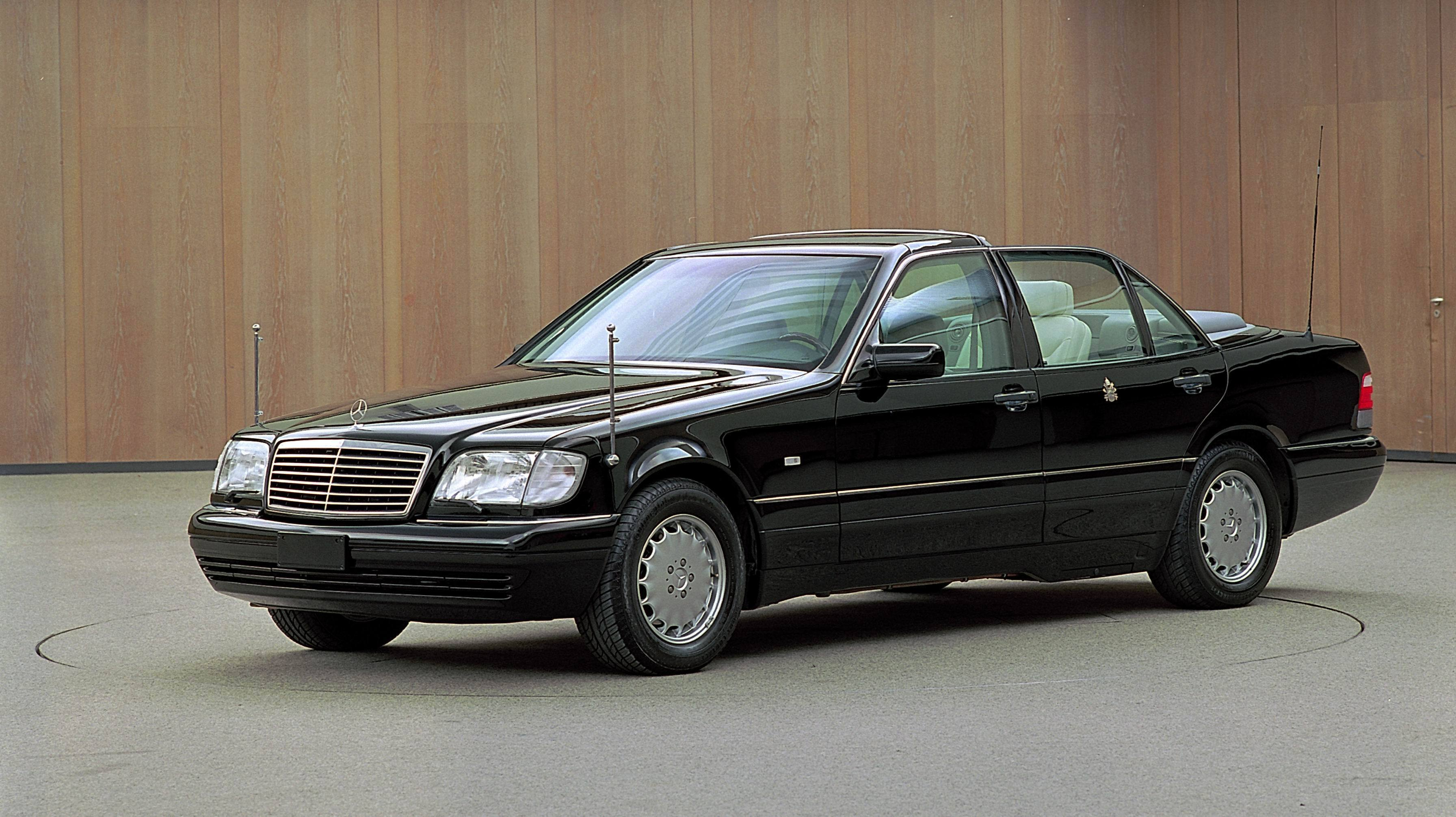
Mercedes-Benz S 500 lang Landaulet

Das Landaulet auf Basis einer S-Klasse des Typs S 500 lang (Baureihe 140) wurde dem Vatikan 1997 übergeben.
Auf Basis der S-Klasse mit langem Radstand war ein Landaulet mit elektrohydraulisch betriebenem Verdeck entstanden, das dem Papst in seinem Einzelsitz besonders viel Platz bot. Den älteren Mercedes-Benz-Landaulets des Papstes entsprechend, waren gegenüber dem weißen Polstersessel zwei klappbare Notsitze an der Rückseite der Trennwand zum Fahrerbereich installiert. Der einzelne Sessel des Fahrzeugs war mit einem besonders großen vertikalen Verstellweg von 500 Millimeter ausgerüstet. So konnte der Papst leichter aufstehen. Das Verdeck des Landaulets wurde außerdem so ausgelegt, dass es in geschlossenem Zustand eine rund 50 Millimeter größere Dachhöhe aufwies als die Limousine der Serie.
Das S 500 Landaulet hatte einen V8-Motor mit 5 Liter Hubraum, 235 kW (320 PS) und war mit einer Fünfgang-Automatik ausgestattet. Zu den Sonderausstattungen des neuen Papstautomobils gehörten neben dem Landaulet-Aufbau mit Verdeck und Haltegriffen, dem Einzelsitz, der Kommunikationseinrichtung und einer Trennwand auch eine Ikone der Heiligen Maria. Das Bild war vor dem Sessel des Papstes in die Täfelung der Trennwand zum Fahrer eingebaut worden.

#### 2002 – Mercedes-Benz ML 430 mit Sonderaufbau

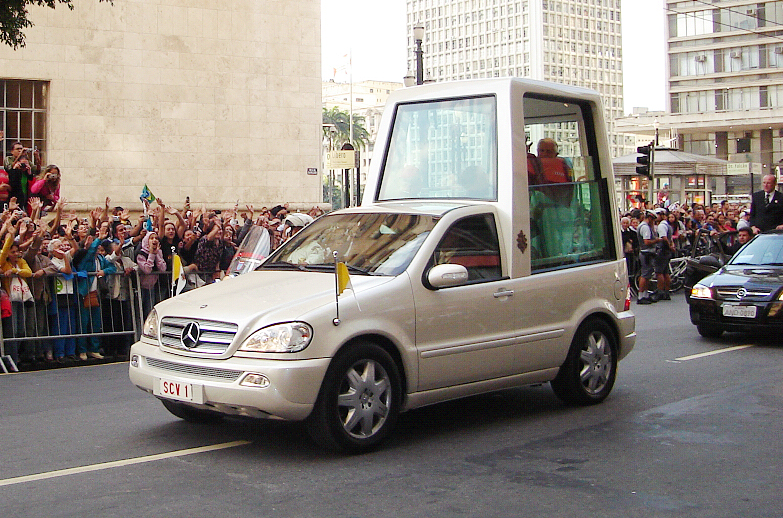
Mercedes-Benz ML 430 mit Sonderaufbau

Zum Weltjugendtag 2002 in Toronto zeigte sich Papst Johannes Paul II. erstmals in dem neuen Papstwagen auf Basis der Mercedes-Benz M-Klasse.
Der Sonderaufbau des Fahrzeugs (Baureihe W163) orientierte sich an seinen Vorgängern mit Fahrgestellen der G-Klasse. Die Sichtkuppel der M-Klasse war allerdings nicht mehr als kantiger Aufsatz konstruiert. Beim ersten Entwurf eines Automobils für den Papst auf der Basis der G-Klasse bot sich dieser kompakte Kubus aus einem hochmodernen Kunststoff an, die Kuppel war dadurch bei Bedarf leicht vom Chassis des umgebauten Geländewagens zu trennen. Für die neue M-Klasse kam jedoch ein Einsatz ohne die schützenden Scheiben nicht mehr in Frage. So schufen die Konstrukteure von Mercedes-Benz eine Sonderkarosserie, deren Seiten sich hinter dem Abschluss der Vordertüren weit nach oben ziehen und einen Rahmen für die großen Fenster bilden, die den Sitzplatz des Papstes umgeben. Mit dem V8-Motor von 4,3 Liter Hubraum und einer Leistung von maximal 205 kW (279 PS) war der ML 430 als Basisfahrzeug des neuen Papstwagens angemessen motorisiert. Wie schon die Vorgängerfahrzeuge der G-Klasse wurde die päpstliche M-Klasse in Perlmutt lackiert und innen weiß ausgestattet.

#### 2007 – Mercedes-Benz G 500 (Audienzwagen)

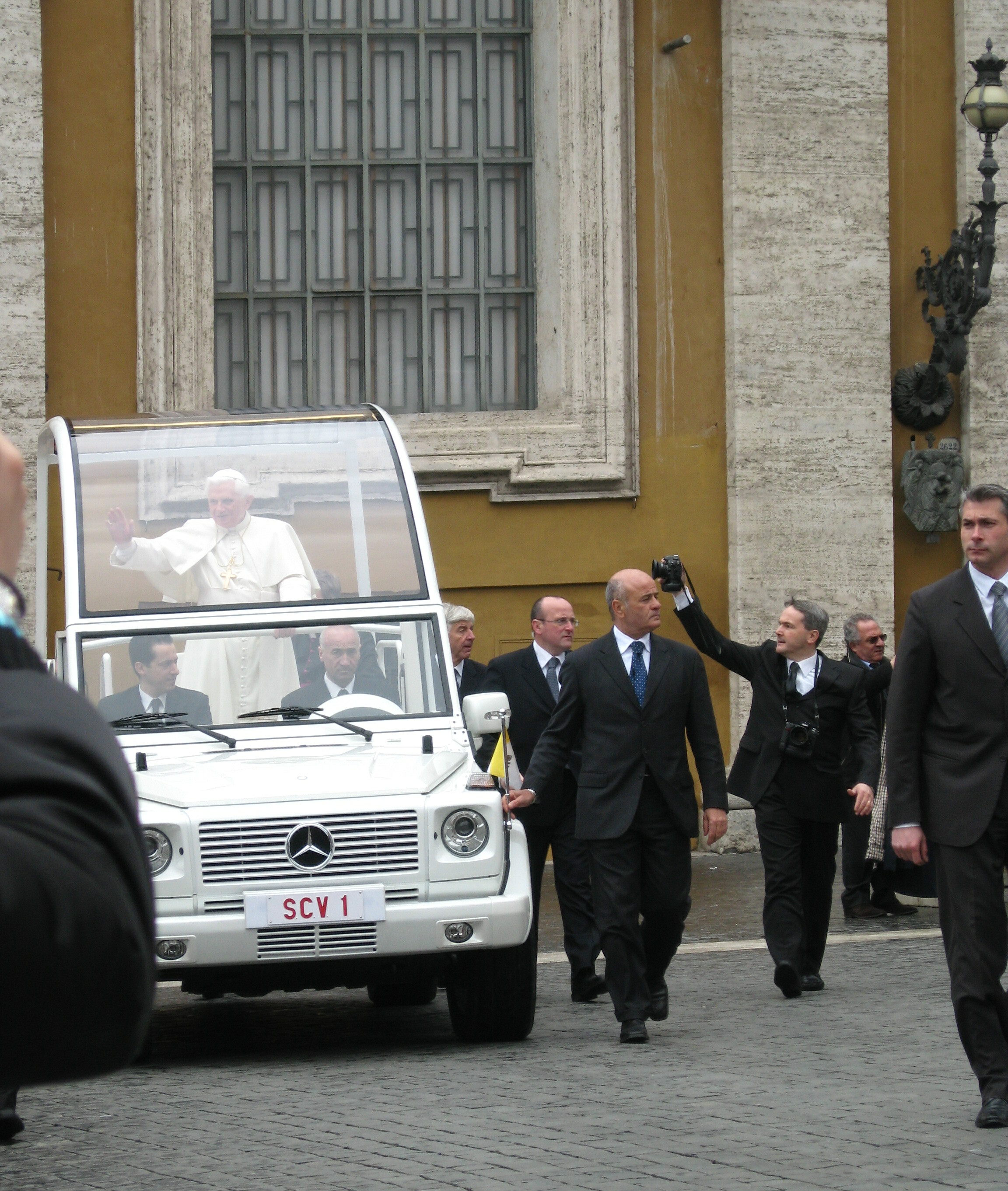
Mercedes-Benz G 500

Papst Benedikt XVI. nutzte seit Ende 2007 einen Mercedes-Benz G 500, um sich bei den öffentlichen Mittwochsaudienzen den Gläubigen zu zeigen. Der in Perlmutt lackierte Wagen ersetzt den bisherigen Fiat Campagnola. Das neue Modell besitzt eine abnehmbare Wetterschutzkuppel.

#### 2012 – Mercedes-Benz M-Klasse

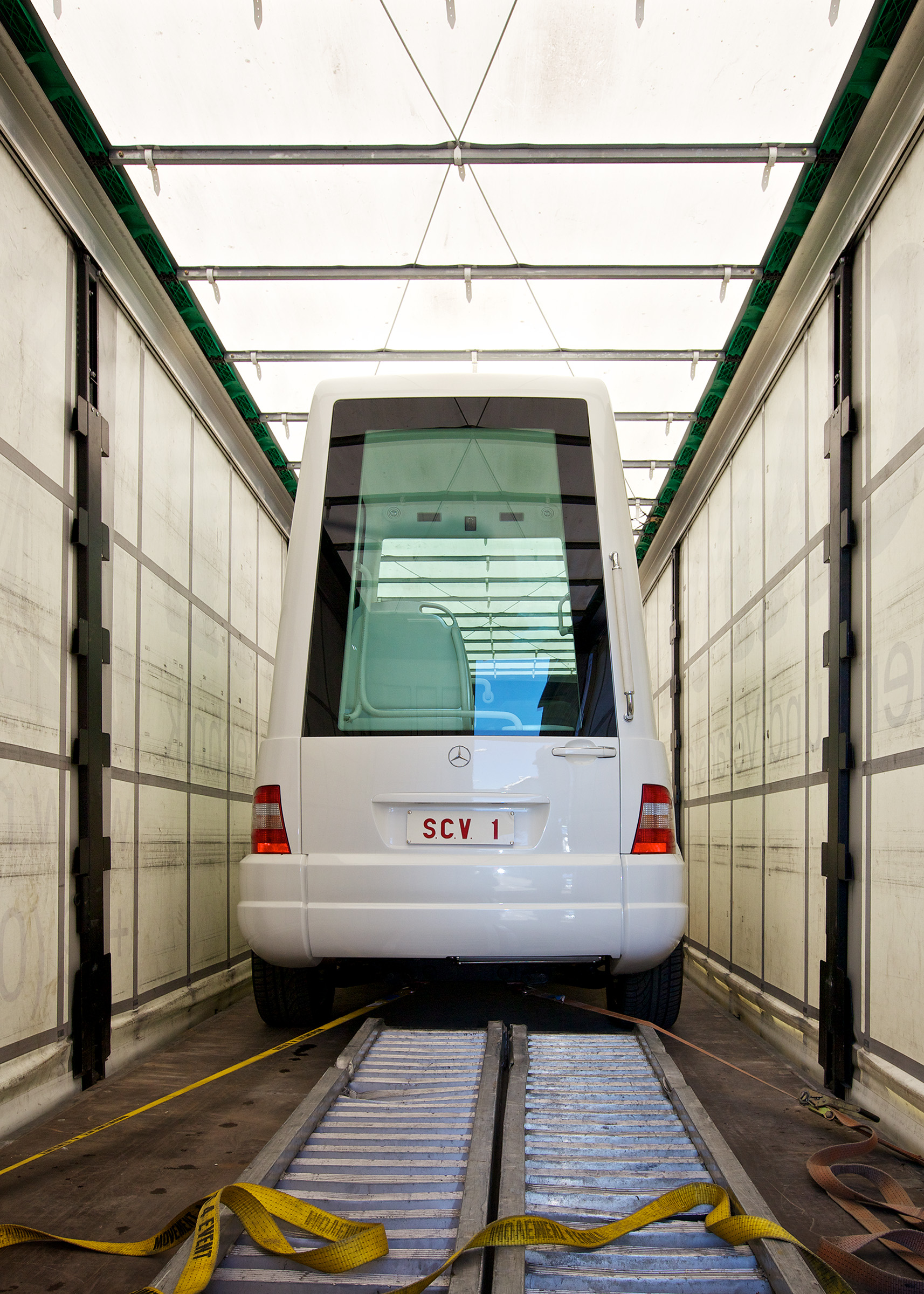
Papst Benedikt XVI’s Mercedes-Benz M-Klasse Papamobil festgezurrt in einem Sattelauflieger

Am 7. Dezember 2012 übergab der Daimler-Vorstandschef Dieter Zetsche eine neue Version des Papamobils an Papst Benedikt XVI. Es handelt sich hierbei um eine verlängerte, rund fünf Tonnen schwere Sonderanfertigung auf Basis der M-Klasse in der Farbe Diamantweiß. Verbesserungen im Vergleich zum Vorgänger sind neben besserer Beleuchtung und besserer Transportfähigkeit die erweiterte Bewegungsfreiheit für den Papst, eine Einstiegshilfe in Form einer ausfahrbaren Treppe und ein beweglicher Thron, der das Hinsetzen erleichtern soll. In dem schusssicheren Glaskorpus sind Außen- und Innenlautsprecher sowie ein Mikrofon installiert. Die Höchstgeschwindigkeit des Wagens beträgt 80 km/h.

#### 2024 – Mercedes-Benz G-Klasse mit Elektroantrieb
Am 4. Dezember 2024 übergab Mercedes-Benz-Chef Ola Källenius nach 1 Jahr Entwicklung und Bau ein neues Papamobil an den Papst. Besonderheit des Fahrzeugs ist sein erstmals bei einem Papamobil eingesetzter vollelektrischer Antrieb. Die Basis liefert eine Mercedes-Benz G-Klasse vom Typ G 580 EQ. Das wiederum weiß lackierte Fahrzeug ist für die spezifischen Anforderungen von einem länderübergreifenden Team umfangreich überarbeitet worden. So gibt es einen zentralen Einzelsitz anstelle der Rückbank, der hintere Dachbereich und die linke hintere Türe sind entfernt, dazu kommt ein Einstieg von hinten oder über eine auf gegenläufigen Anschlag umgebaute rechtsseitige Fondtüre. Ein Aufsetzdach bietet bei Bedarf Wetterschutz. Der elektrische Antriebsstrang wurde auf die bei öffentlichen Auftritten üblichen langsamen Geschwindigkeiten angepasst.

### Lancia

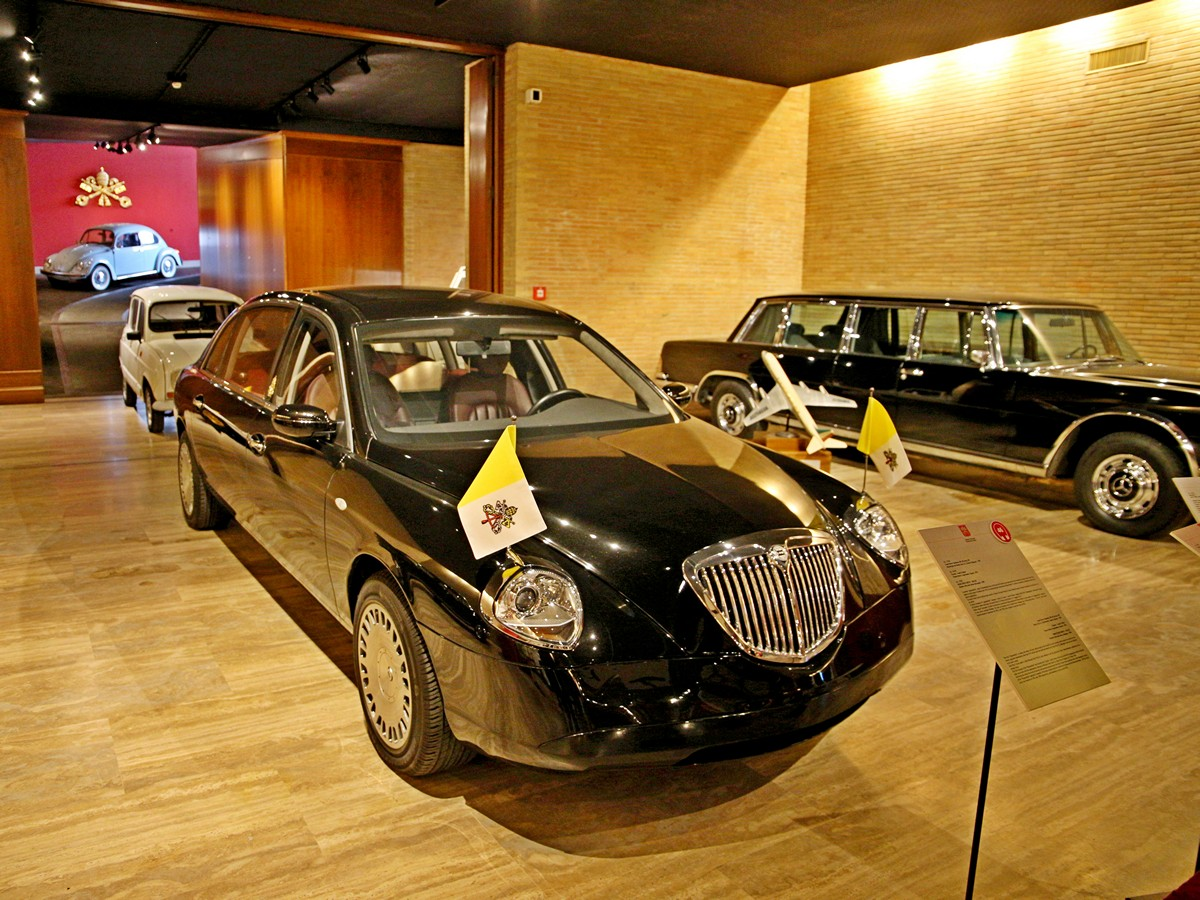
Papamobil Lancia Thesis

Lancia und der Vatikan pflegen traditionell gute Beziehungen und bis heute stammen zahlreiche Dienstfahrzeuge des Vatikans von Lancia. Bezeichnend ist, dass Lancia sein Engagement nicht für die Werbung einsetzt oder historische Papamobile werbewirksam zur Schau stellt.
Zu den realisierten Fahrzeugen für den Papst zählen eine Flaminia (baugleich der Lancia Flaminia Presidenziale) und ein Lancia Gamma für Johannes Paul II.
Dieser beauftragte Lancia auch mit der Fertigung eines speziellen Papamobils. Dabei wurde ein Lancia Thesis als Einzelstück mit dem Namen Lancia Thesis Jubileo gebaut. Anders als die Stretchlimousine des Thesis ist das Fahrzeug aufwendiger im Bereich der hinteren Türen verlängert. Auch hat es auf Wunsch des Papstes weniger Chromzierrat als das Serienmodell. Das Dach ist herausnehmbar. Dieses Fahrzeug wurde weiterhin von Benedikt XVI. genutzt.

### Seat, 1982

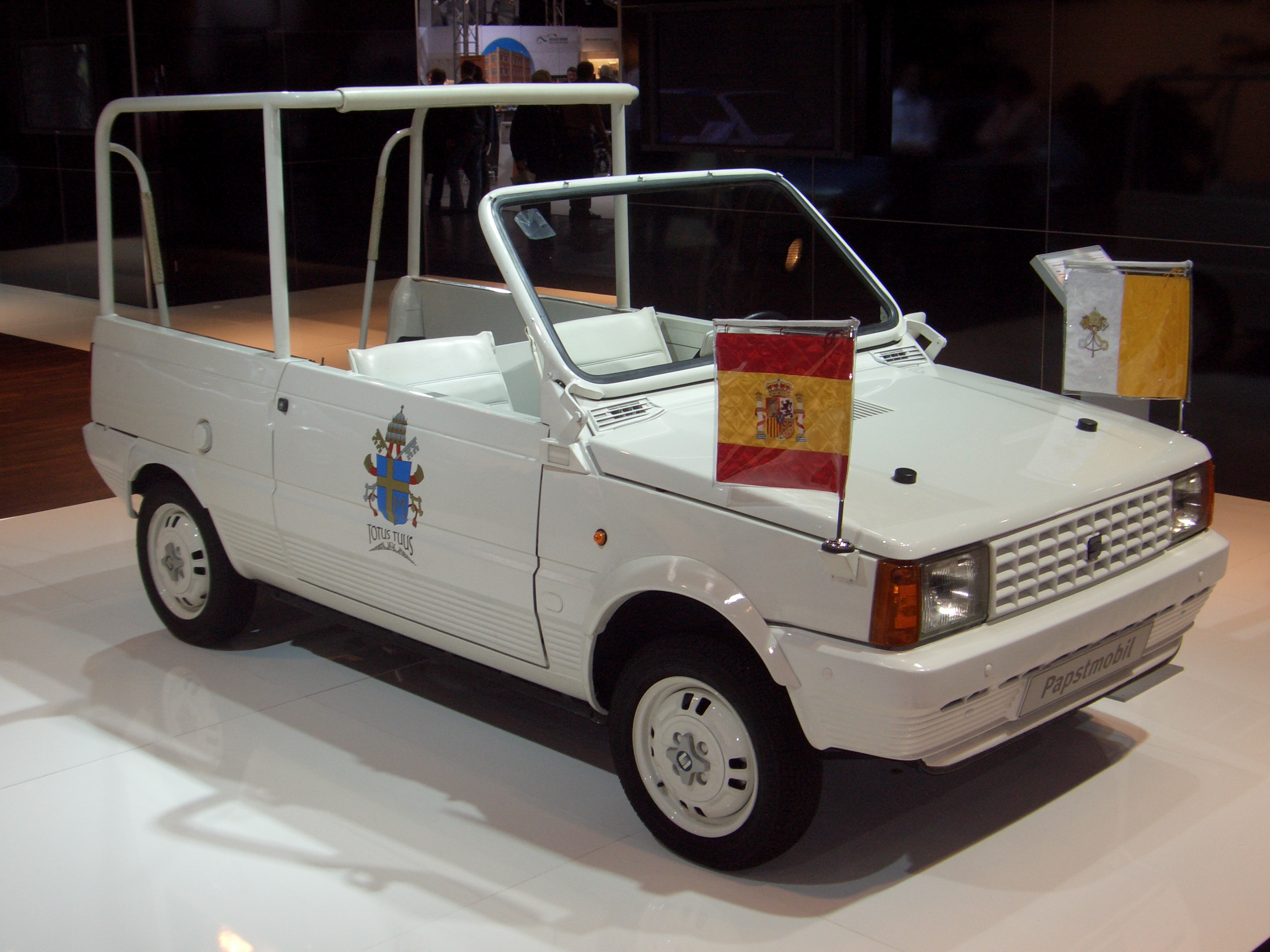
Seat Panda (Einzelstück)

Während seines Spanien-Besuches im Jahr 1982 wurde Johannes Paul II. in einem auf dem Seat Panda basierenden Papamobil zur Messe im Stadion des FC Barcelona (Camp Nou) gefahren. Der Wagen war ein Einzelstück und wurde nur ein einziges Mal eingesetzt.

### Star, 1979

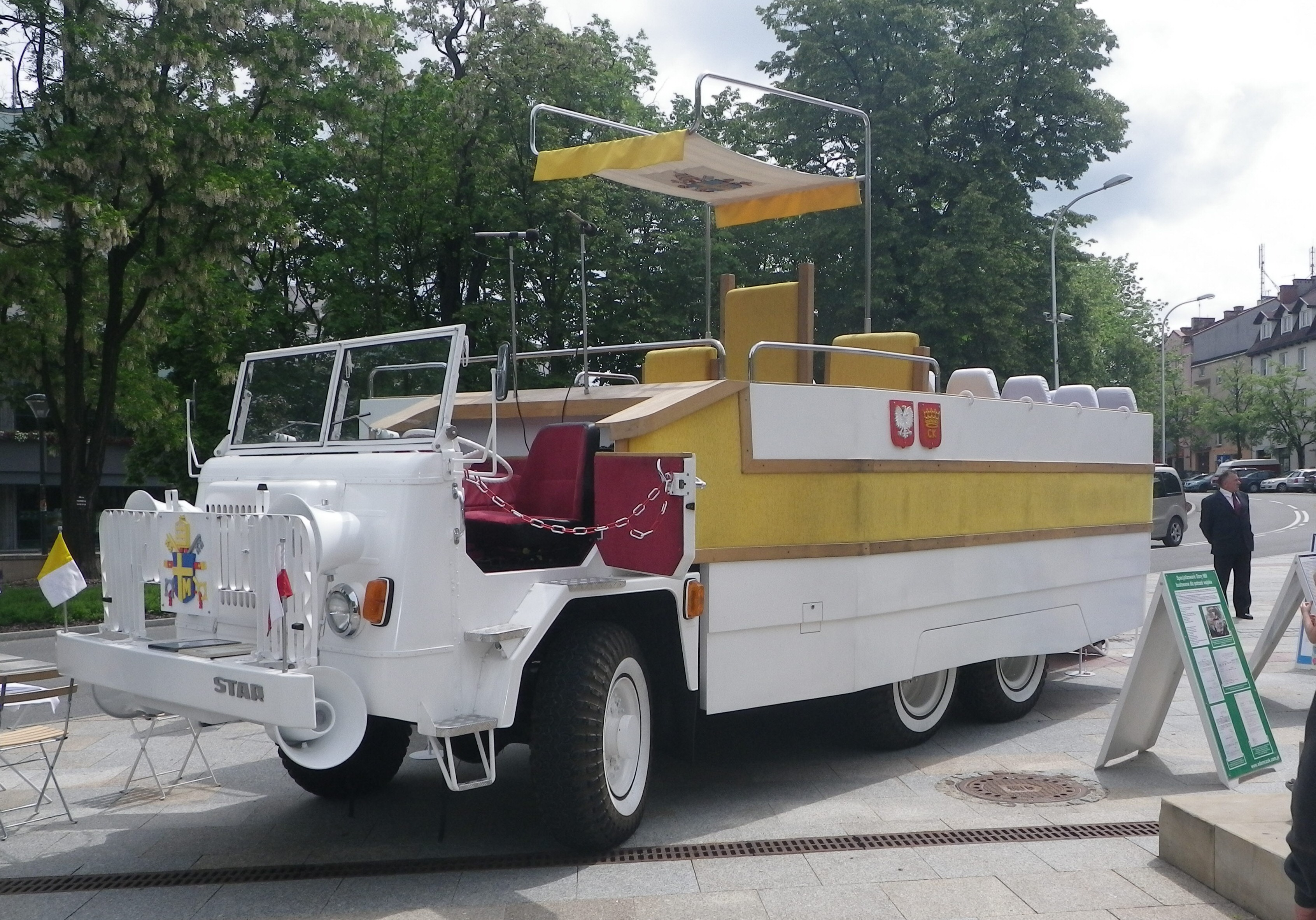
Star 660, Rekonstruktion

Der polnische Lkw-Hersteller Star produzierte 1979 für Papst Johannes Paul II. ebenfalls ein Papamobil. Es war damit das bisher einzige Automobil aus dem ehemaligen Ostblock für den Vatikan.

### Isuzu, seit 2015

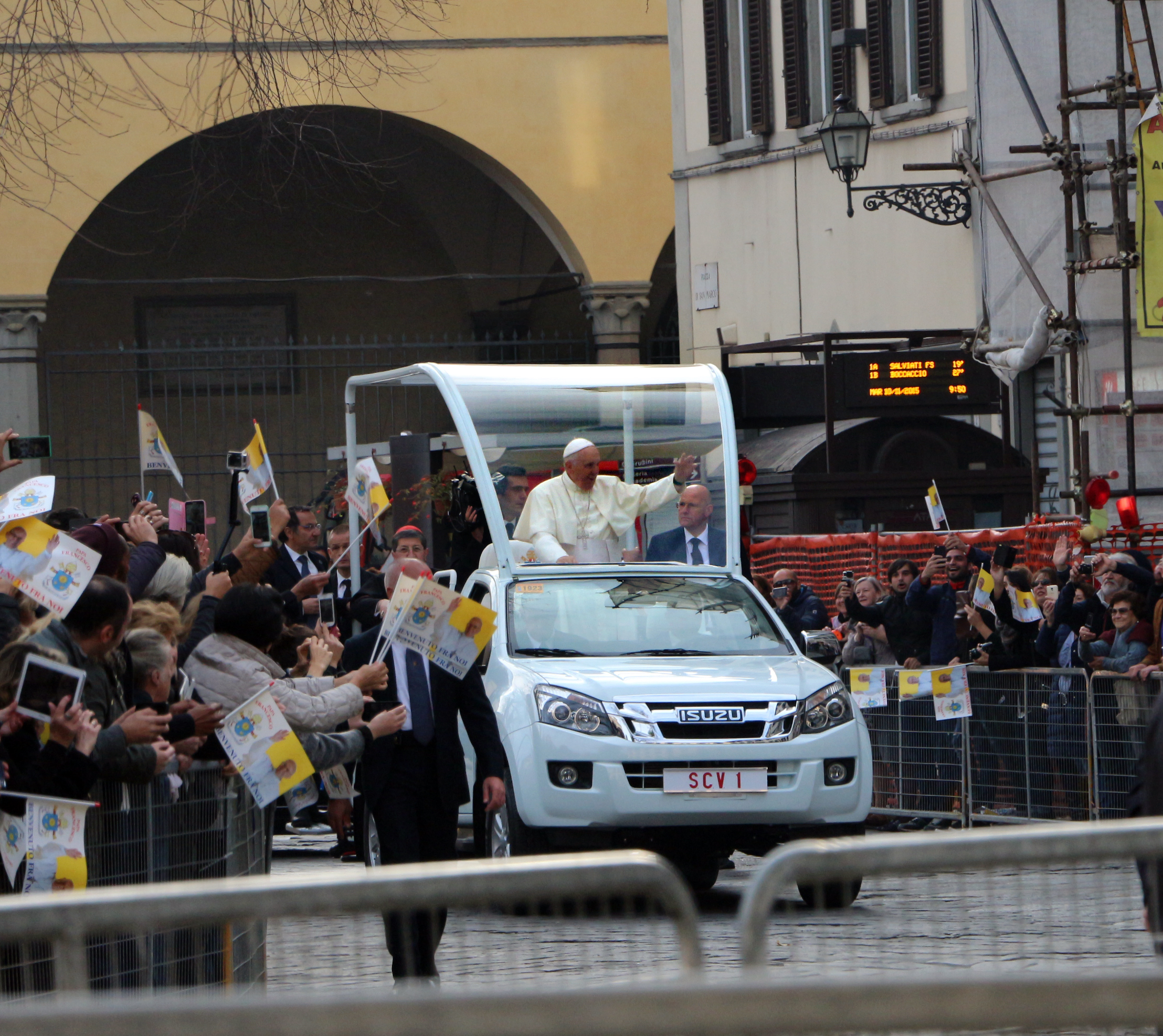
Isuzu D-Max, 2015

Beim Papstbesuch 2015 auf den Philippinen wurde Isuzu D-Max, der auf der Doppelkabinenversion basiert, benutzt. Einen weiteren D-Max bekam der Papst von Isuzu Gencars geschenkt; dieser wird im Umkreis des Vatikans eingesetzt.

### Dacia, 2019
Ende November 2019 wurde von Dacia ein zum Papamobil umgebauter Dacia Duster 4WD vorgestellt und von Papst Franziskus in Empfang genommen. Das neue Papamobil unterscheidet sich von den serienmäßigen Duster-Varianten in erster Linie durch das große Schiebedach im hinteren Dachbereich. Wenn dieses vollständig nach hinten gerollt ist, kann eine abnehmbare Glaskanzel aufgesetzt werden. Für diese musste die Karosserie verstärkt werden. Damit kann das Fahrzeug sowohl für die Fahrten nach der Generalaudienz als auch für Reisen des Papstes außerhalb des Vatikans eingesetzt werden. Das Fahrzeug ist weiß lackiert, im Innenraum werden die Farben beige und schwarz verwendet. Insgesamt besitzt das Fahrzeug fünf Sitze, ein besonders bequemer befindet sich im Fond. Die Karosserie wurde um drei Zentimeter tiefer gelegt um dem Papst einen leichteren Einstieg zu ermöglichen. Das Fahrzeug wurde von der Prototypen-Abteilung von Dacia zusammen mit dem rumänischen Karosseriebauunternehmen Romturingia gebaut.

### Weitere seit 1989

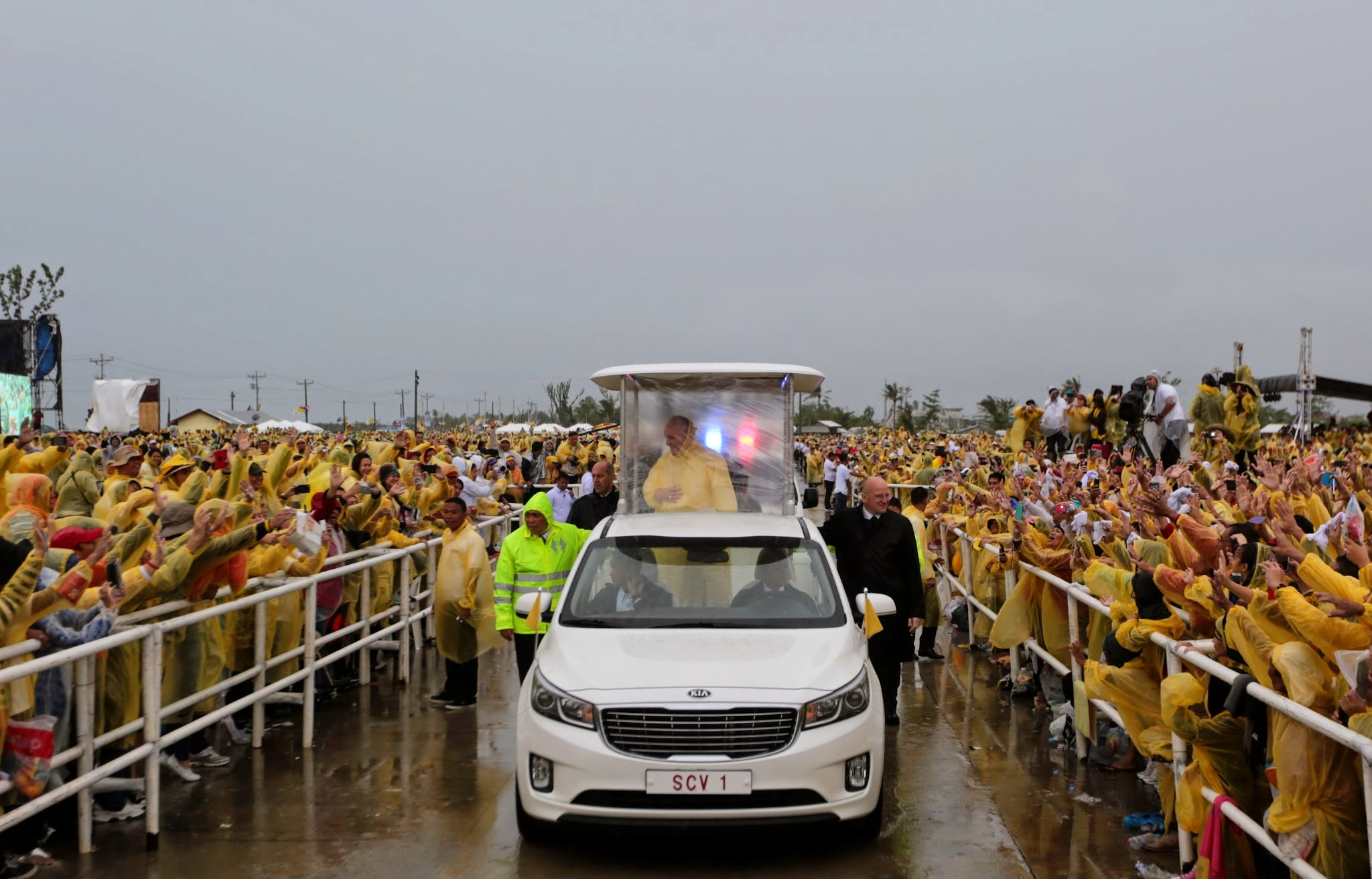
Kia, 2015

Etwa 60 Papamobile der verschiedensten Hersteller gibt es weltweit. Beispielsweise hatte der philippinische Automobilhersteller Francisco Motors für den Papstbesuch 1995 auf den Philippinen ein Papamobil produziert und dem Papst kostenlos zur Verfügung gestellt. Auf Madagaskar dagegen wurde ein Karenjy Mazana im Jahre 1989 für einen der päpstlichen Besuche umgebaut.
2015 wurden Umbauten von Kia-Fahrzeugen eingesetzt.
Im September 2012 kam mit einem Renault Kangoo Maxi Z.E. erstmals ein vollelektrisches Fahrzeug zum Einsatz. Auch ein bei Magna Steyr in Graz gebauter Fisker Ocean wird 2022 als vollelektrisches „Papamobil“ an den Heiligen Stuhl ausgeliefert.
Während seiner Auslandsreise nach Kuba am 22. September 2015 in Santiago de Cuba auf dem Plaza de Marte nutzte Papst Franziskus  ein Fahrzeug des französischen Herstellers Peugeot.

## Sonstiges

### „Papst-Golf“ 2005 bei eBay

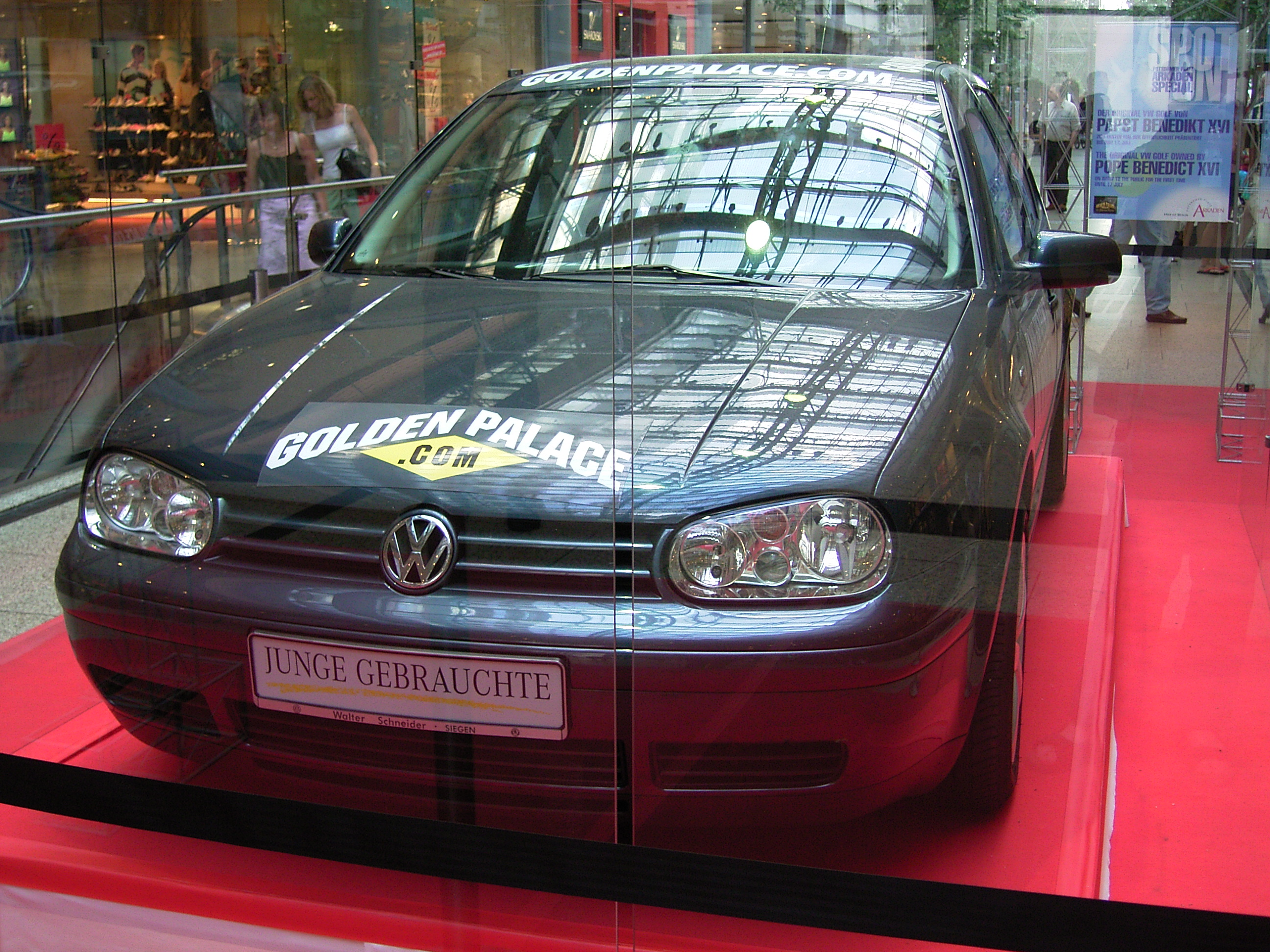
Der Golf von Benedikt XVI

Nach der Wahl von Kardinal Joseph Ratzinger zum Papst Benedikt XVI. wurde im April 2005 von einem Zivildienstleistenden ein metallic-grauer VW Golf IV im Internetauktionshaus eBay als „Papamobil“ angeboten, da Ratzinger als Voreigentümer im Kraftfahrzeugbrief eingetragen war. Dieser war jedoch nie im Besitz eines Führerscheines und hatte auch nie ein Auto gefahren. Den Zuschlag erhielt ein Internet-Casino für 188.938,88 Euro. Im April 2007 wurde der Wagen von dem Casino erneut bei eBay angeboten, fand jedoch trotz eines Höchstgebotes von 151.000 Euro keinen Käufer, da das Mindestgebot nicht erreicht wurde. 2013 wurde der Golf im Zusammenhang mit dem Amtsverzicht Benedikts XVI. erneut bei eBay angeboten. Auch hier wurde das Mindestgebot nicht erreicht und nur noch rund 16.500 Euro geboten.

### Renault 4 für Fahrten innerhalb des Vatikans, 2013

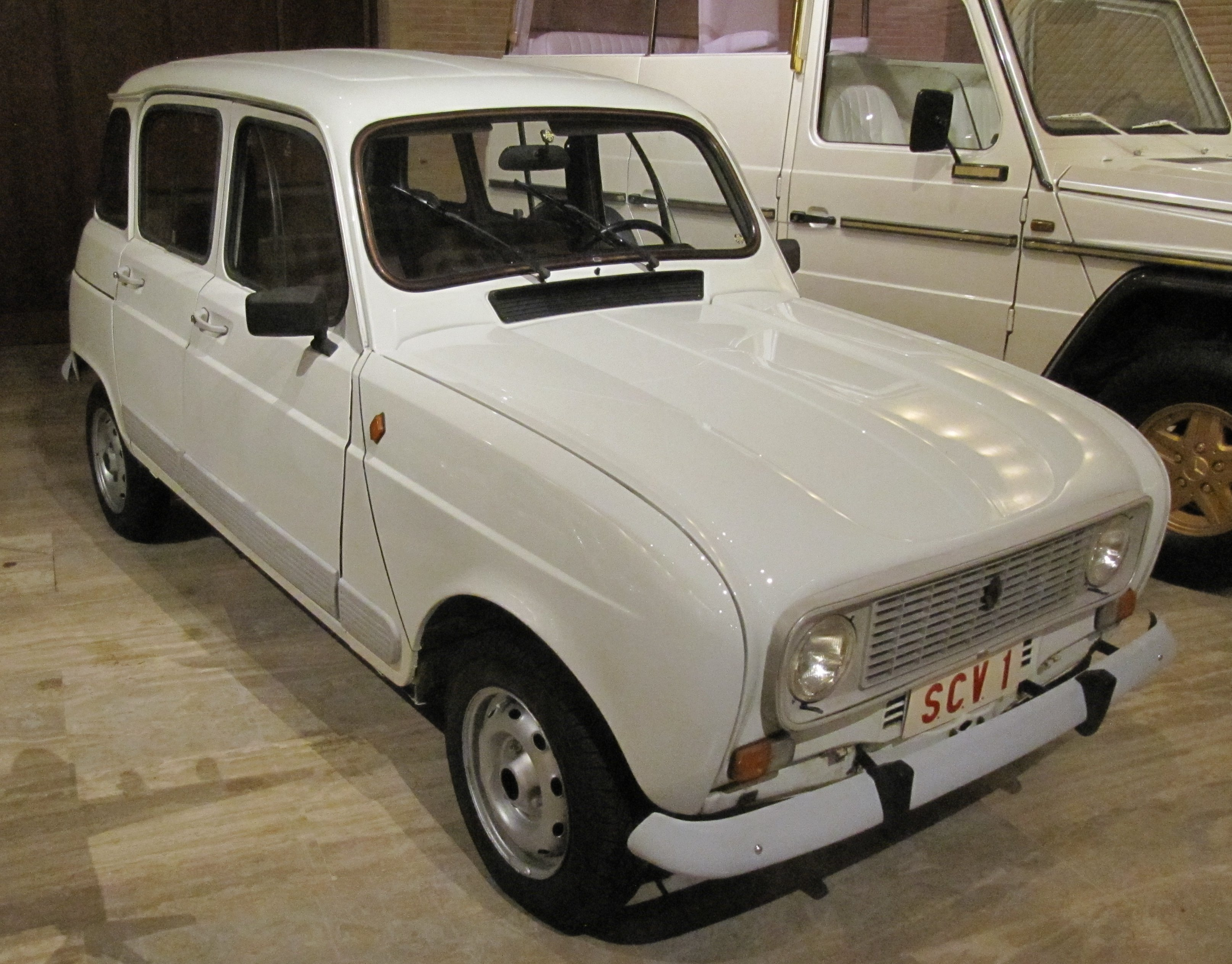
Franziskus’ Renault 4, 2013

Seit September 2013 ergänzte ein kurioses Geschenk den Fuhrpark von Papst Franziskus. Ein einfacher Landpfarrer, Renzo Zocca, hatte dem Heiligen Vater einen 29 Jahre alten Renault 4 GTL mit 34 PS, 1108 cm³ Hubraum und 300.000 km Laufleistung in einem Schreiben als Geschenk angeboten. Nach gleichlautenden Meldungen in der internationalen Presse (bezugnehmend auf einen Artikel der italienischen Zeitung Famiglia Cristiana) rief Papst Franziskus den Pfarrer an, um sich für das freundliche Angebot zu bedanken. Das Geschenk akzeptierte er jedoch erst, nachdem er sich versichert hatte, dass das Auto nicht noch benötigt würde.
Die Übergabe des Wagens fand dann tatsächlich im Vatikan statt. Der Papst soll sich im Anschluss selbst ans Steuer gesetzt haben und mit dem Wagen zu einem Kurztrip durch die Vatikanischen Gärten aufgebrochen sein. Dieser sei ihm deshalb gut gelungen, da er selbst früher einen R4 mit Stockschaltung gefahren habe. Ein Sprecher gab kurz darauf bekannt, dass der Heilige Vater tatsächlich beabsichtige, das Fahrzeug zumindest innerhalb der Mauern des Vatikans zu nutzen. Seinen ersten öffentlichen Auftritt absolvierte der kleine weiße Renault, als er den Papst zum Friedensgebet für Syrien chauffierte.